# Charchilla
Charchilla est une commune française située dans le département du Jura, dans la région culturelle et historique de Franche-Comté et la région administrative Bourgogne-Franche-Comté.

## Géographie

### Localisation
La commune est située à environ 34 kilomètres au sud du centre de Lons-le-Saunier et fait partie des 122 communes adhérentes au Parc naturel régional du Haut-Jura.
Elle est proche du Lac de Vouglans.

### Lieux-dits, écarts et quartiers
La commune compte 162 voies dont 136 lieux-dits administratifs répertoriés.

### Géologie et relief
La commune est classée en zone de sismicité 3, correspondant à une sismicité modérée.

### Hydrographie
La commune est classée en loi littoral, catégorie Lac (Commune riveraine d'un lac de plus de 1000 hectares), mais elle ne possède pas de cours d’eau.

### Climat
Pour des articles plus généraux, voir Climat de la Bourgogne-Franche-Comté et Climat du département du Jura.
En 2010, le climat de la commune est de type climat de montagne, selon une étude du Centre national de la recherche scientifique s'appuyant sur une série de données couvrant la période 1971-2000. En 2020, Météo-France publie une typologie des climats de la France métropolitaine dans laquelle la commune est dans une zone de transition entre le climat semi-continental et le climat de montagne et est dans la région climatique  Jura, caractérisée par une forte pluviométrie en toutes saisons (1 000 à 1 500 mm/an), des hivers rigoureux et un ensoleillement médiocre. 
Pour la période 1971-2000, la température annuelle moyenne est de 9,4 °C, avec une amplitude thermique annuelle de 16,8 °C. Le cumul annuel moyen de précipitations est de 1 594 mm, avec 13,1 jours de précipitations en janvier et 9,5 jours en juillet. Pour la période 1991-2020, la température moyenne annuelle observée sur la station météorologique de Météo-France la plus proche, « Cernon », sur la commune de Cernon à 8 km à vol d'oiseau, est de 10,4 °C et le cumul annuel moyen de précipitations est de 1 567,8 mm. 
La température maximale relevée sur cette station est de 38,6 °C, atteinte le 13 août 2003 ; la température minimale est de −24 °C, atteinte le 10 janvier 1985,,. 
Les paramètres climatiques de la commune ont été estimés pour le milieu du siècle (2041-2070) selon différents scénarios d'émission de gaz à effet de serre à partir des nouvelles projections climatiques de référence DRIAS-2020. Ils sont consultables sur un site dédié publié par Météo-France en novembre 2022.

## Urbanisme

### Typologie
Au 1er janvier 2024, Charchilla est catégorisée commune rurale à habitat dispersé, selon la nouvelle grille communale de densité à sept niveaux définie par l'Insee en 2022.
Elle est située hors unité urbaine et hors attraction des villes,.
La commune, bordée par un plan d’eau intérieur d’une superficie supérieure à 1 000 hectares, le lac de Vouglans, est également une commune littorale au sens de la loi du 3 janvier 1986, dite loi littoral. Des dispositions spécifiques d’urbanisme s’y appliquent dès lors afin de préserver les espaces naturels, les sites, les paysages et l’équilibre écologique du littoral, tel le principe d'inconstructibilité, en dehors des espaces urbanisés, sur la bande littorale des 100 mètres, ou plus si le plan local d’urbanisme le prévoit.

### Occupation des sols
L'occupation des sols de la commune, telle qu'elle ressort de la base de données européenne d’occupation biophysique des sols Corine Land Cover (CLC), est marquée par l'importance des forêts et milieux semi-naturels (84,1 % en 2018), en diminution par rapport à 1990 (84,9 %). La répartition détaillée en 2018 est la suivante : 
milieux à végétation arbustive et/ou herbacée (48,1 %), forêts (36,1 %), zones agricoles hétérogènes (10,7 %), zones urbanisées (5,1 %). L'évolution de l’occupation des sols de la commune et de ses infrastructures peut être observée sur les différentes représentations cartographiques du territoire : la carte de Cassini (XVIIIe siècle), la carte d'état-major (1820-1866) et les cartes ou photos aériennes de l'IGN pour la période actuelle (1950 à aujourd'hui).

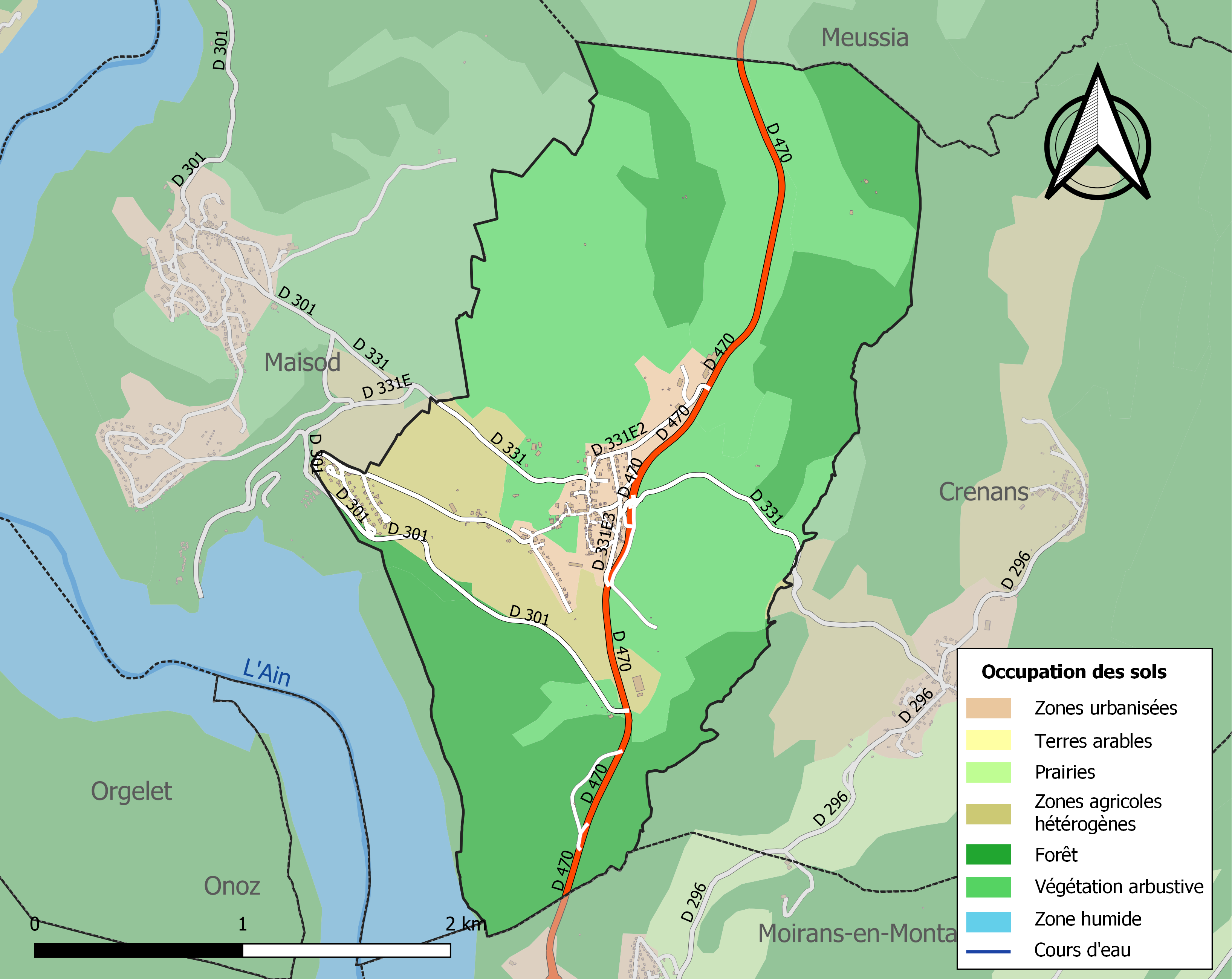
Carte des infrastructures et de l'occupation des sols de la commune en 2018 (CLC).

### Logement
En 2014, le nombre total de logements dans la commune était de 172 (dont 85,2 % de maisons et 13,6 % d’appartements).
Parmi ces logements, 71,5 % étaient des résidences principales, 18,9 % des résidences secondaires et 9,7 % des logements vacants.
La part des ménages propriétaires de leur résidence principale s’élevait à 82,4 %.

## Histoire

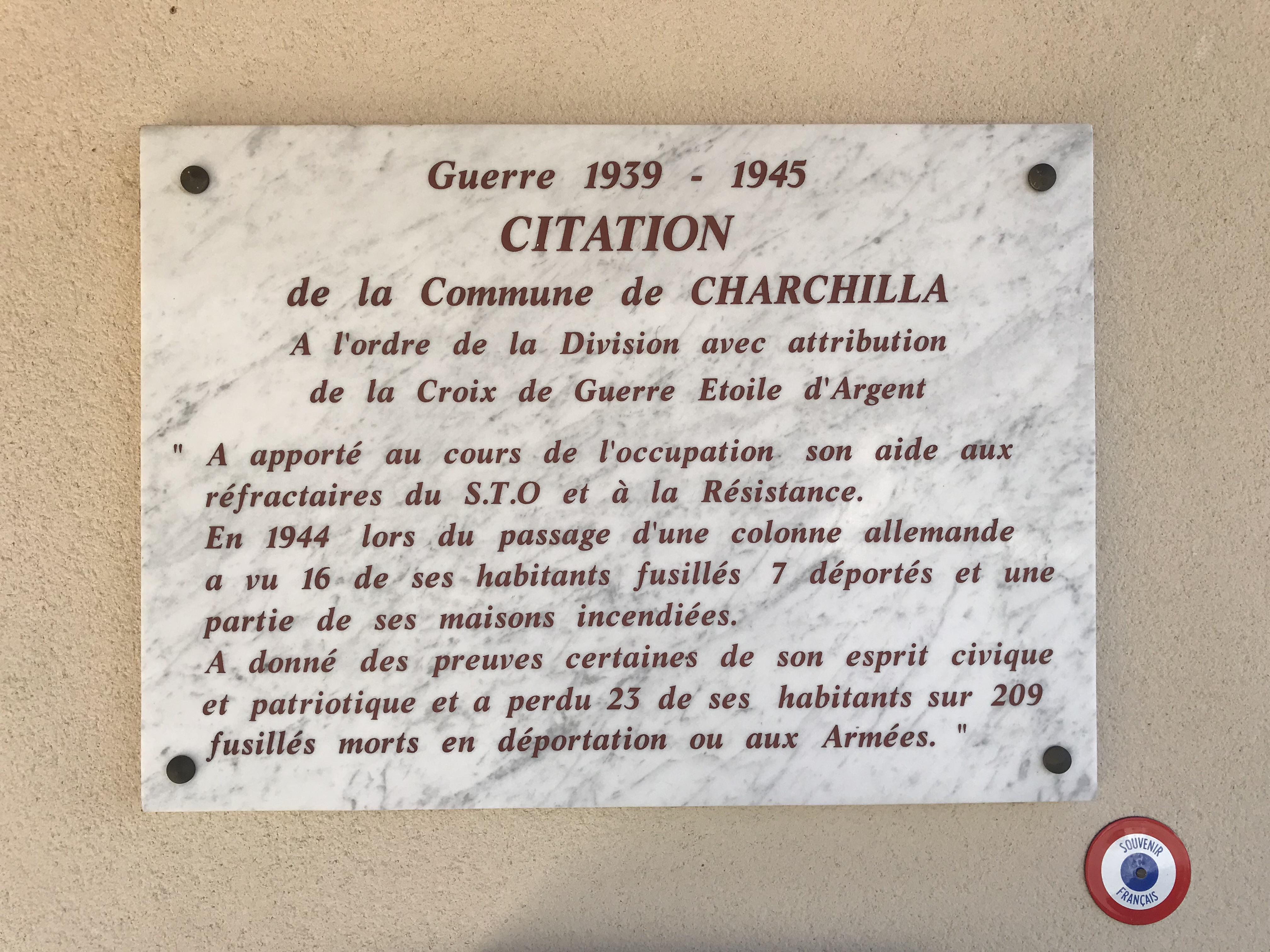
Croix de Guerre attribuée à la commune.

La commune était autrefois desservie par les Chemins de fer vicinaux du Jura.

## Politique et administration
| Période   | Période  | Identité                | Étiquette      | Qualité               |
| --------- | -------- | ----------------------- | -------------- | --------------------- |
| mars 2001 | En cours | M. Claude Benier-Rollet | Sans étiquette | Professeur des écoles |

## Démographie
L'évolution du nombre d'habitants est connue à travers les recensements de la population effectués dans la commune depuis 1793. Pour les communes de moins de 10 000 habitants, une enquête de recensement portant sur toute la population est réalisée tous les cinq ans, les populations de référence des années intermédiaires étant quant à elles estimées par interpolation ou extrapolation. Pour la commune, le premier recensement exhaustif entrant dans le cadre du nouveau dispositif a été réalisé en 2006.

En 2022, la commune comptait 287 habitants, en évolution de +4,36 % par rapport à 2016 (Jura : −0,81 %, France hors Mayotte : +2,11 %).
| 1793 | 1800 | 1806 | 1821 | 1831 | 1836 | 1841 | 1846 | 1851 |
| ---- | ---- | ---- | ---- | ---- | ---- | ---- | ---- | ---- |
| 326  | 314  | 345  | 288  | 365  | 352  | 355  | 360  | 341  |

| 1856 | 1861 | 1866 | 1872 | 1876 | 1881 | 1886 | 1891 | 1896 |
| ---- | ---- | ---- | ---- | ---- | ---- | ---- | ---- | ---- |
| 308  | 320  | 315  | 306  | 303  | 277  | 281  | 260  | 240  |

| 1901 | 1906 | 1911 | 1921 | 1926 | 1931 | 1936 | 1946 | 1954 |
| ---- | ---- | ---- | ---- | ---- | ---- | ---- | ---- | ---- |
| 220  | 234  | 219  | 218  | 230  | 211  | 209  | 183  | 182  |

| 1962 | 1968 | 1975 | 1982 | 1990 | 1999 | 2006 | 2011 | 2016 |
| ---- | ---- | ---- | ---- | ---- | ---- | ---- | ---- | ---- |
| 194  | 159  | 173  | 233  | 251  | 249  | 225  | 259  | 275  |

| 2021 | 2022 | - | - | - | - | - | - | - |
| ---- | ---- | - | - | - | - | - | - | - |
| 288  | 287  | - | - | - | - | - | - | - |

## Économie

### Revenus de la population et fiscalité
Le nombre de ménages fiscaux en 2013 était de 125 et la  médiane du revenu disponible par unité de consommation  de 22 817 €.

### Emploi
En 2014, le nombre total d’emploi au lieu de travail était de 98.
Le taux d’activité de la population âgée de 15 à 64 ans s'élevait à 71,3 % contre un taux de chômage de 4,4 %.

### Entreprises et commerces
En 2015, le nombre d’établissements actifs était de trente-trois dont six  dans l’agriculture-sylviculture-pêche, sept  dans l'industrie, quatre dans la construction, douze dans le commerce-transports-services divers et quatre  étaient relatifs au secteur administratif.
Cette même année, une entreprise a été créée.

## Culture locale et patrimoine

### Lieux et monuments
- Église Saint-Pierre
- Zone Natura 2000, pelouses sèches et prés de fauche de Charchilla[23],[24]
- Monument aux morts
- Statue de la Vierge surplombant le village

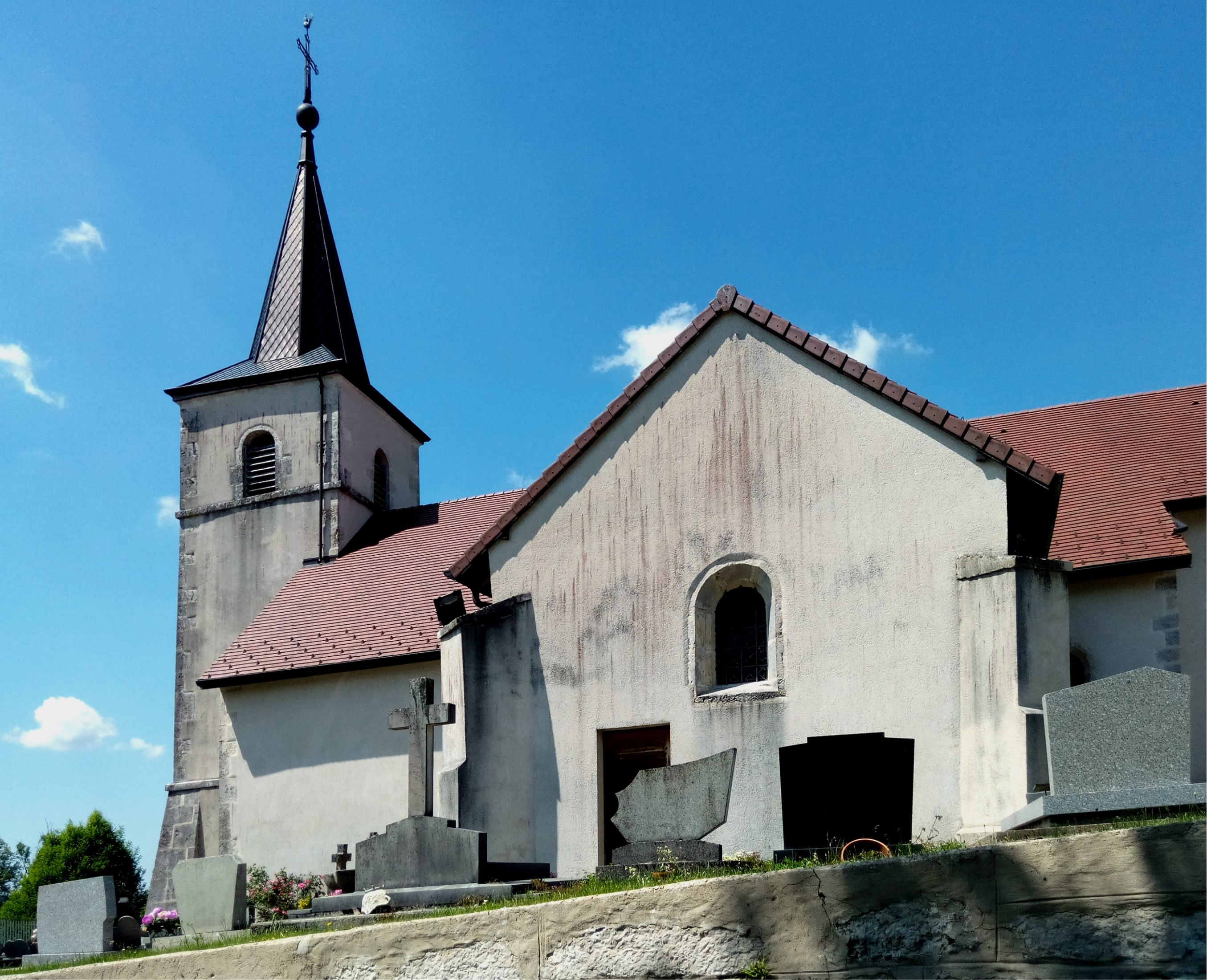
L'église Saint-Pierre.
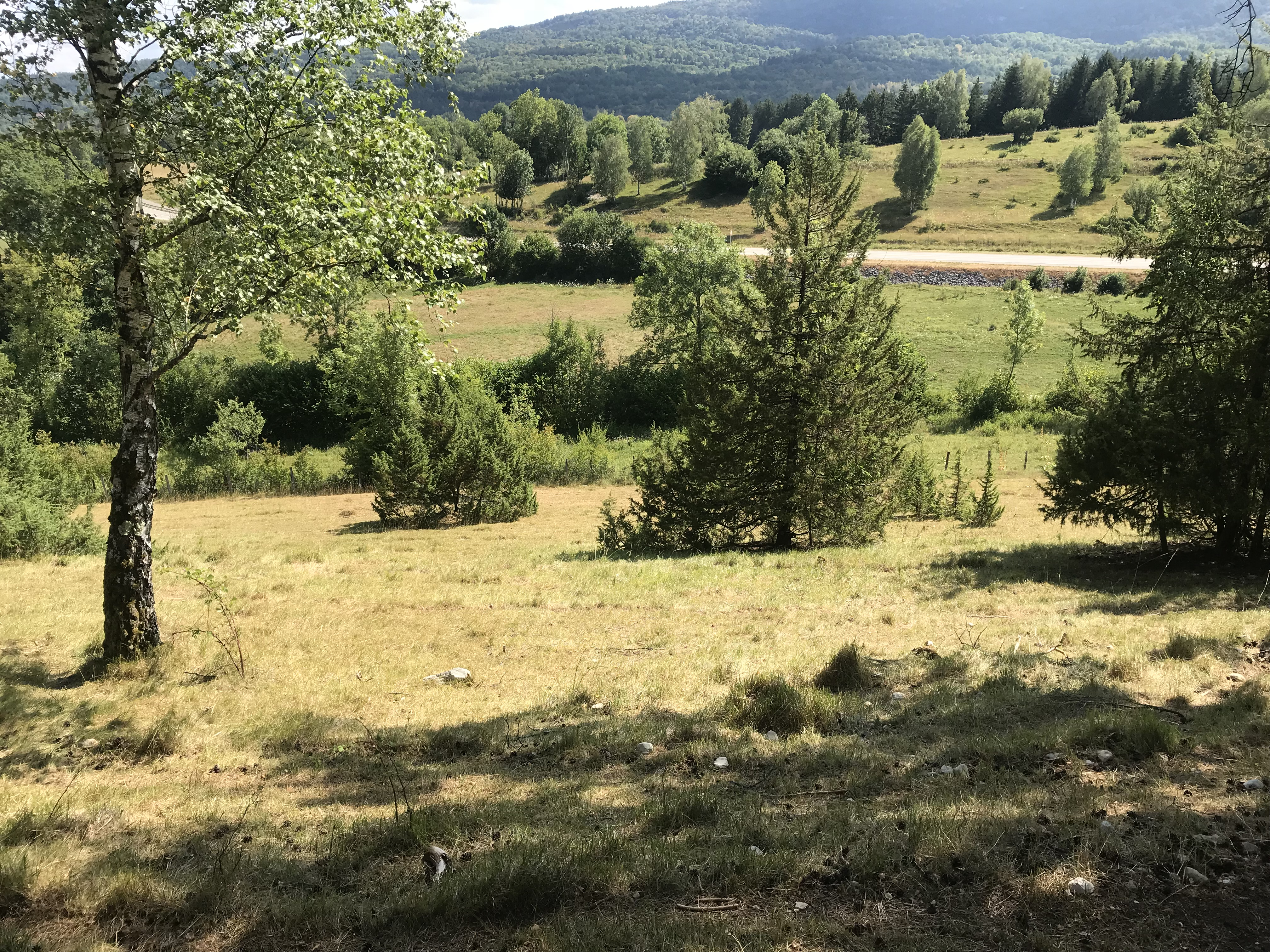
Zone Natura 2000 - pelouses sèches et prés de fauche de Charchilla.
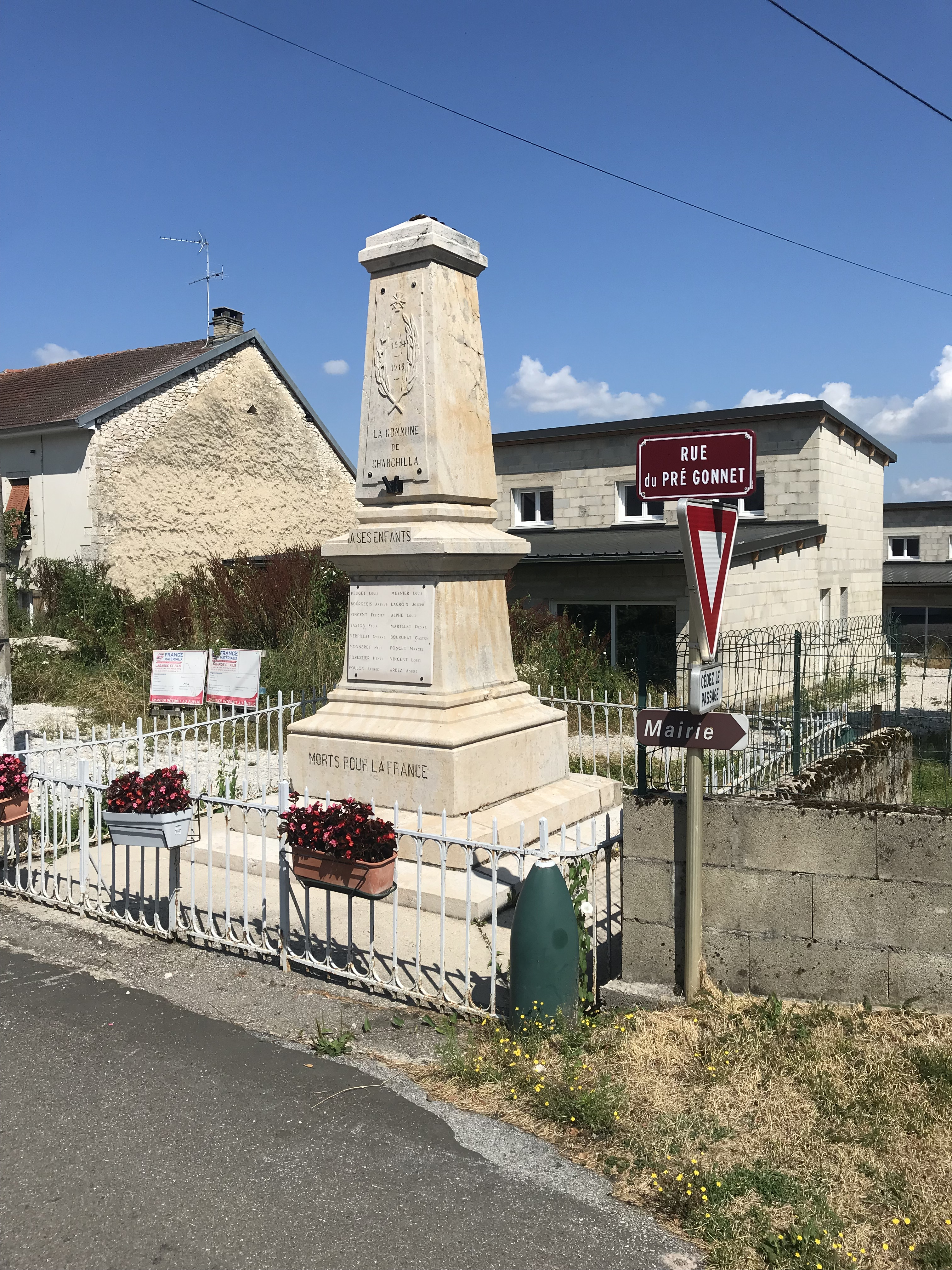
Monument aux morts.
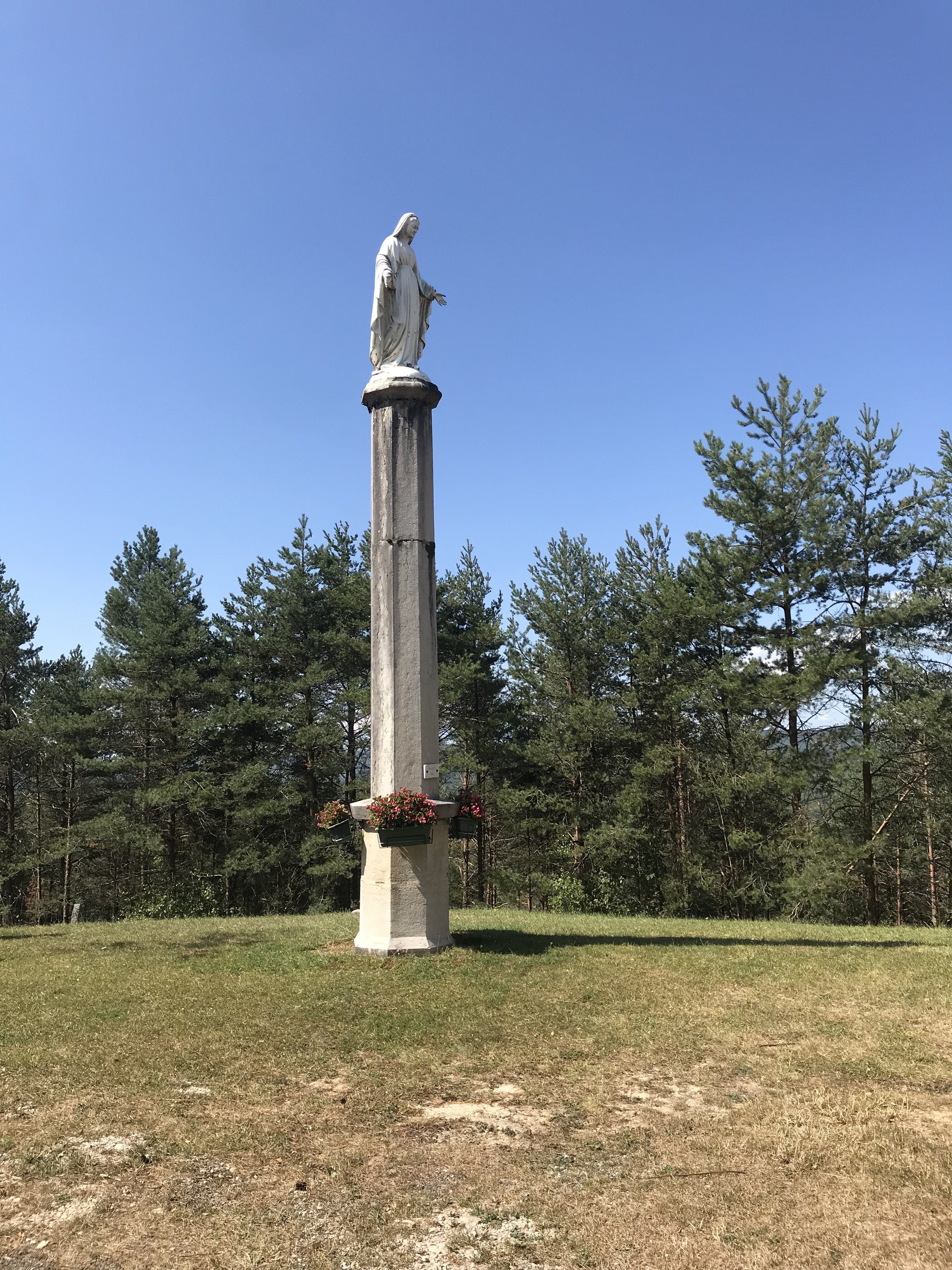
La statue de la Vierge.

### Personnalités liées à la commune
- Marc de Montaigu de Boutavant (v1600 - 1681), militaire, seigneur de Charchilla